# フランク・フラゼッタ

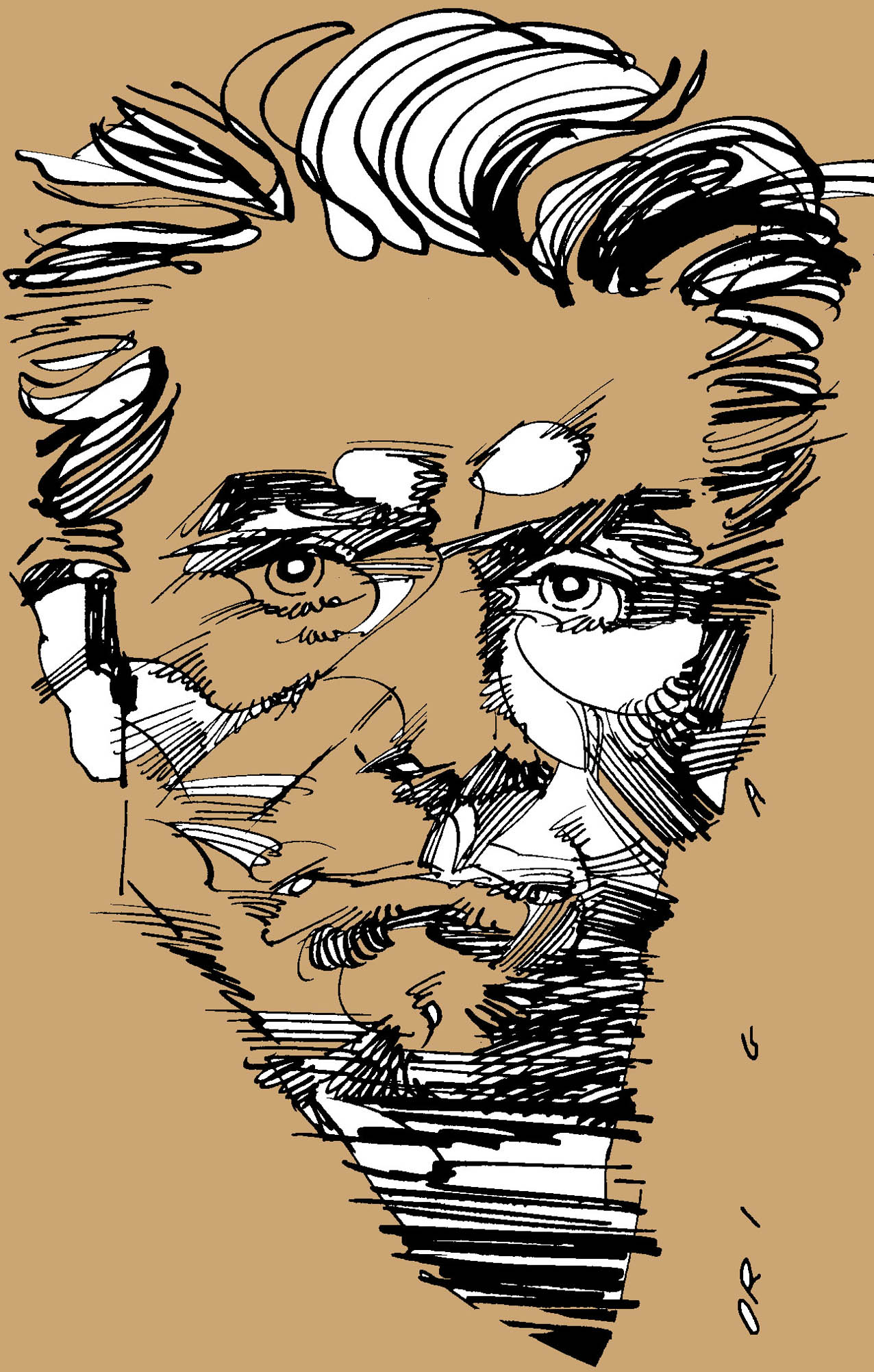
Frank Frazetta
Ritratto a pennino e china di Graziano Origa, 1997

フランク・フラゼッタ（英: Frank Frazetta(英語版)、1928年2月9日 - 2010年5月10日）はアメリカ合衆国のイラストレーター。SF、ファンタジー分野の挿絵などで活躍した。特に英雄コナンシリーズ、ターザン・シリーズ、火星シリーズなどのヒロイック・ファンタジーの幻想的な表紙や挿絵で人気を集めた。
ニューヨークのブルックリンに生まれ、ブルックリン美術アカデミーに入学。16歳のときにジョン・ジウンタ（John Giunta）のアシスタントとなり、子供向けコミックSnowmanで作家デビュー。その後はコミック作家として活動する。1950年代からはバック・ロジャースなども手がけた。
ペーパーバックの表紙絵も手がけるようになり、1964年にエドガー・ライス・バローズのブームによってターザンがペーパーバックで再刊されると、読者はフラゼッタの表紙を目当てに本を買うと言われるほどの人気となる。
1966年にはヒューゴー賞アーティスト部門を受賞。また作品がロックアーティストのアルバムジャケットに使われることもしばしばある。

## 出版物
- The Fantastic Art of Frank Frazetta RUFUS PUBLICATIONS 1975年